# The Second Philosophy
The Second Philosophy is het derde studioalbum van de Spaanse band Nahemah. Het werd uitgebracht in 2007 door Lifeforce Records.

## Tracklist
1. Siamese – 4:34
2. Killing My Architect – 5:02
3. Nothing – 6:30
4. Like A Butterfly In A Storm – 6:40
5. Change – 7:13
6. Labyrinthine Straight Ways – 5:42
7. Subterranean Airports – 8:30
8. Phoenix – 5:18
9. Today Sunshine Ain't The Same – 6:46
10. The Speech - 4:34